# Surzyki Wielkie
Surzyki Wielkie (niem. Gross Sauerken) – wieś w Polsce położona w województwie warmińsko-mazurskim, w powiecie ostródzkim, w gminie Małdyty.
W latach 1975–1998 miejscowość administracyjnie należała do województwa olsztyńskiego.
Inne miejscowości o nazwie Surzyki: Surzyki Małe
Wieś wzmiankowana w dokumentach z roku 1304, jako wieś pruska na 16 włókach. Pierwotna nazwa Surkin najprawdopodobniej wywodzi się z języka pruskiego (porównaj litewskie suras, oznaczające „słonawy”). W roku 1782 we wsi odnotowano 9 domów (dymów), natomiast w 1858 w 14 gospodarstwach domowych było 110 mieszkańców. W latach 1937–1939 było 57 mieszkańców. W roku 1973 wieś należała do powiatu morąskiego, gmina Małdyty, poczta Janiki Wielkie.
Dębniak (niem. Eichwald) – las położony około jednego kilometra na wschód od wsi Surzyki Wielkie.